# Skravelberget mindre 12

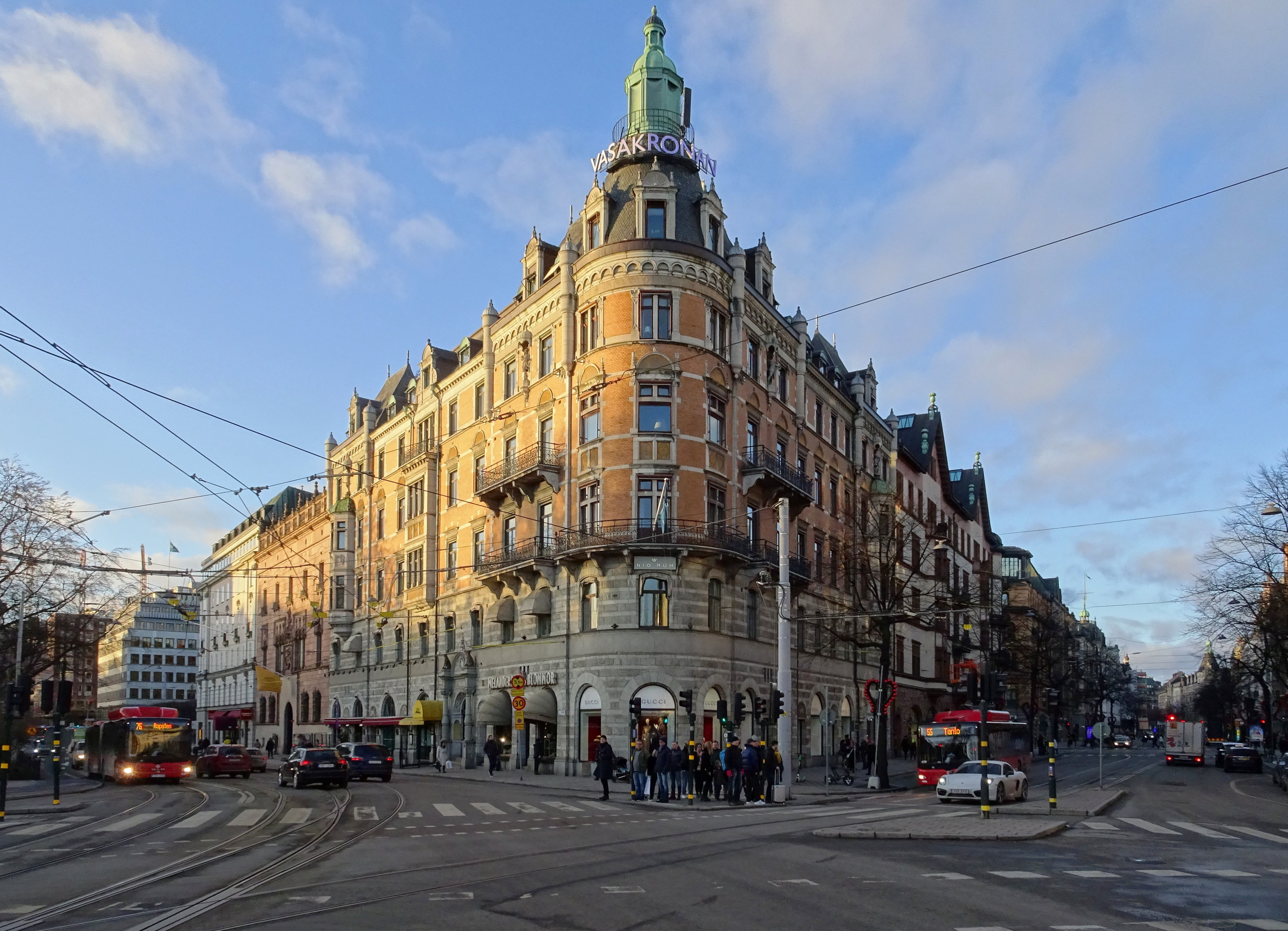
Skravelberget mindre 12, vy från Nybroplan, "porten" till Birger Jarlsgatan (höger), 2020. Hamngatan syns till vänster.

Skravelberget mindre 12 är en fastighet i kvarteret Skravelberget mindre vid hörnet Birger Jarlsgatan 1 / Hamngatan 2 på Norrmalm i Stockholm. Fastigheten anses av Stadsmuseet i Stockholm representera "synnerligen höga kulturhistoriska värden" och är blåmärkt.

## Läge
Skravelberget mindre 12 är en av sex fastigheter som uppfördes mellan 1884 och 1898 i det då nybildade kvarteret Skravelberget mindre. Innan Birger Jarlsgatan drogs fram låg här några fallfärdiga trälängor som kallades ”Hammerska rucklen”. De hade sitt namn efter den förmögne juveleraren och konstsamlaren Christian Hammer som förvärvat området på spekulation för 170 000 kronor och efter några år sålt det till Stockholms stad för 750 000 kronor.
Tomt nummer 12 kom att hamna i kvarterets sydöstra del med ett spetsigt hörn mot sydost och Hamngatan / Birger Jarlsgatan. Tillsammans med fastigheten Matrosen 16 mittemot utgör båda husen en monumental entré till Birger Jarlsgatan från Nybroplan.

### Historiska bilder

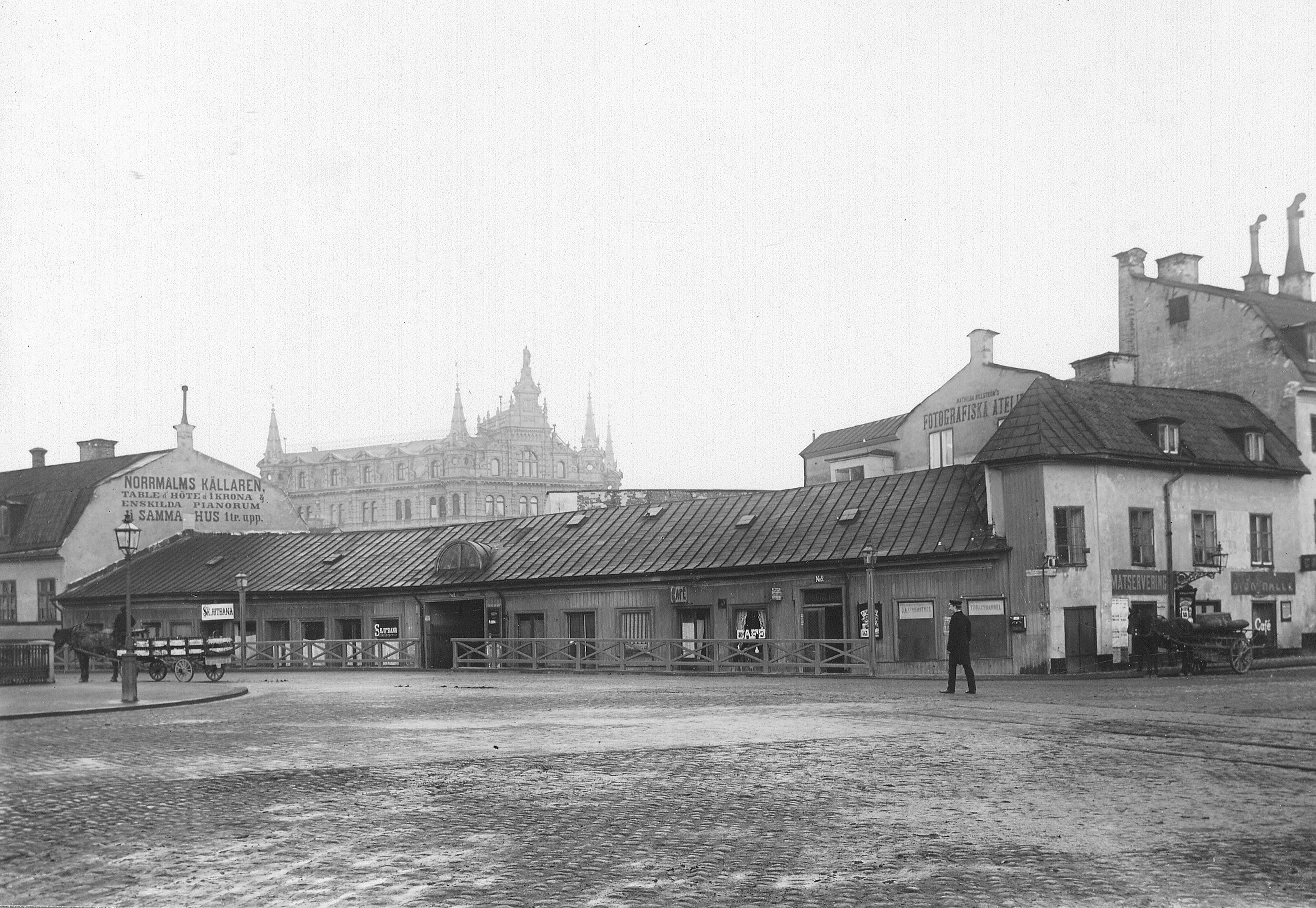
"Hammerska rucklen", Hamngatan 2–4, omkring 1890.
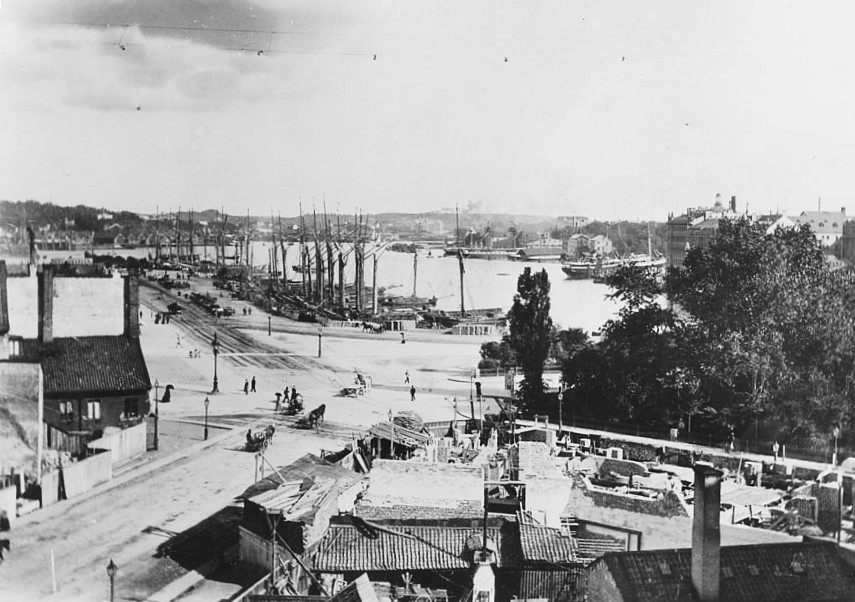
Bebyggelsen i blivande Skravelberget mindre 12 rivs. Utsikt mot sydost och Nybroviken omkring 1892.
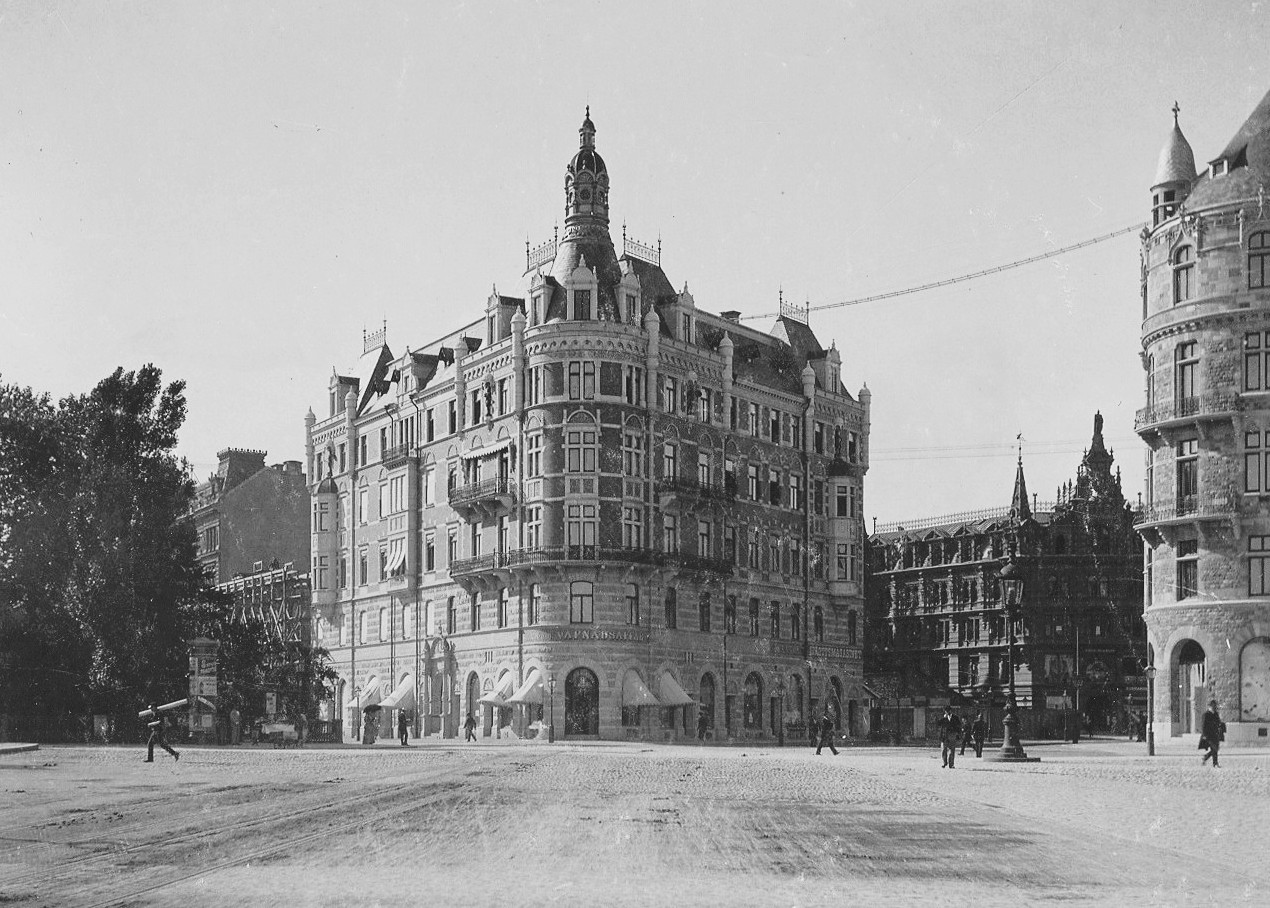
Skravelberget mindre 12 sedd från Nybroplan. Hallwylska palatset (t.v.) under uppförande, 1896 eller 1897.
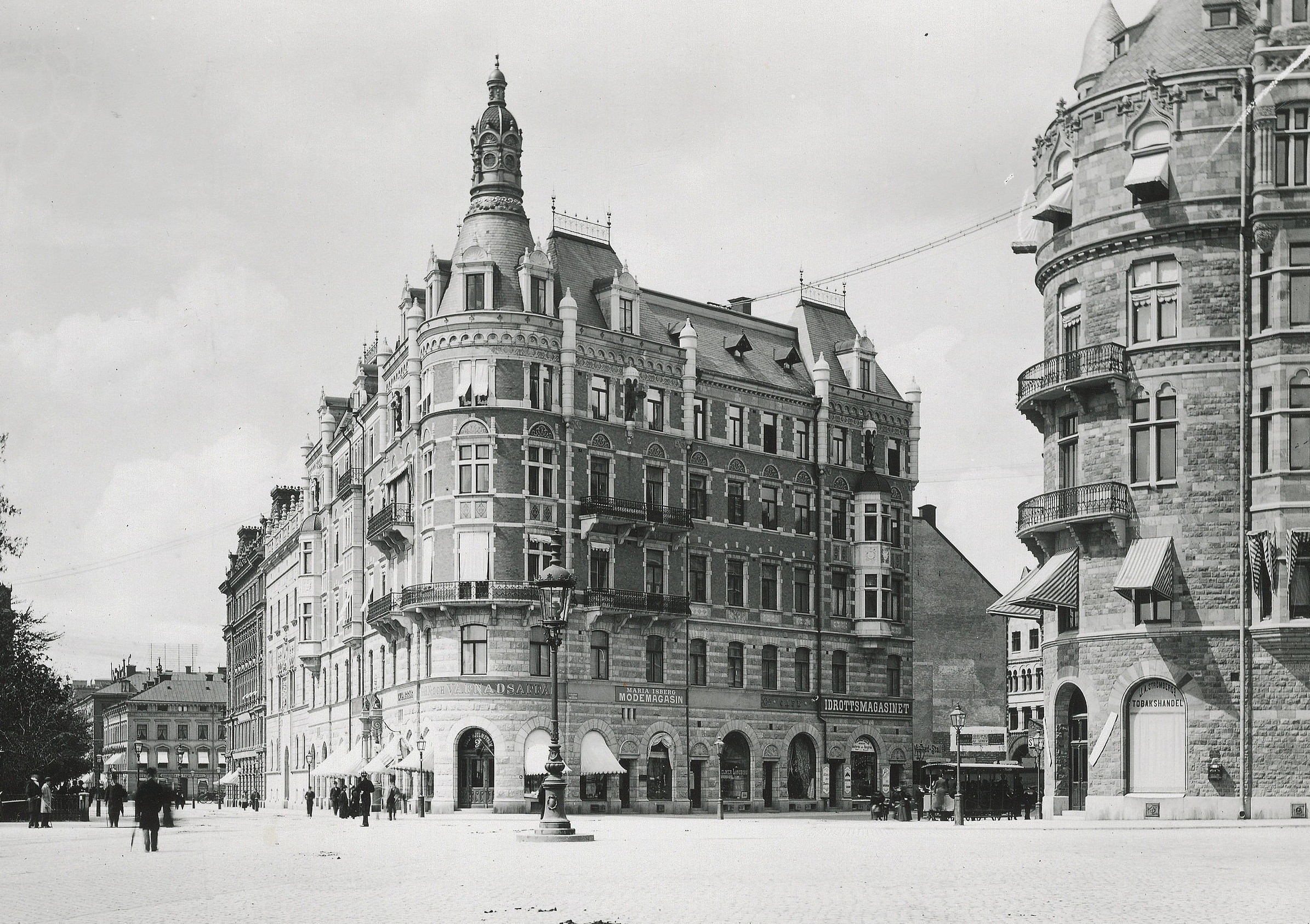
Skravelberget Mindre 12 sedd från Nybroplan omkring 1900, Kvarteret Matrosen skymtar till höger.

## Byggnadsbeskrivning

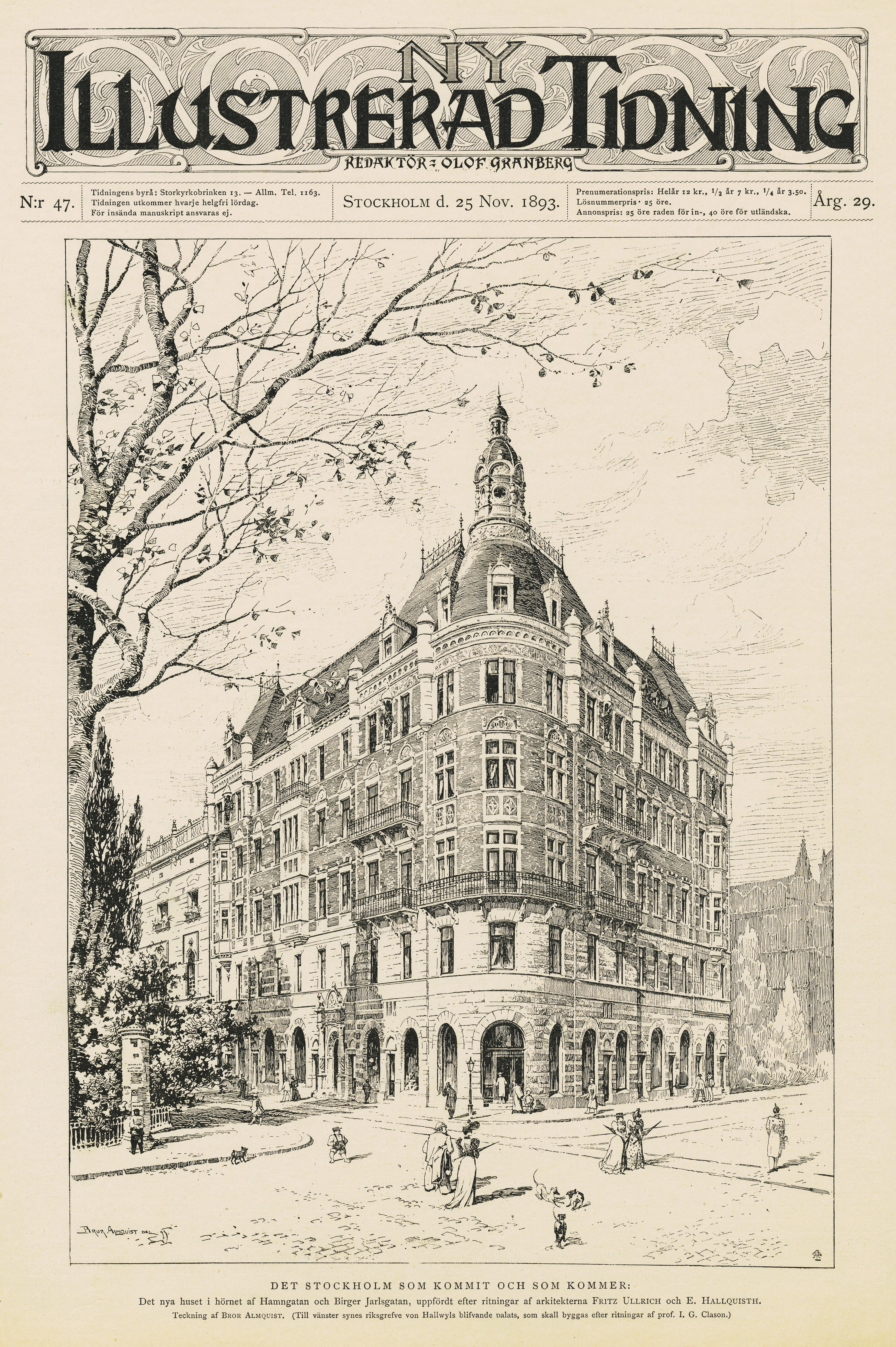
Ny Illustrerad Tidning, november 1893:
Det Stockholm som kommit och som kommer...

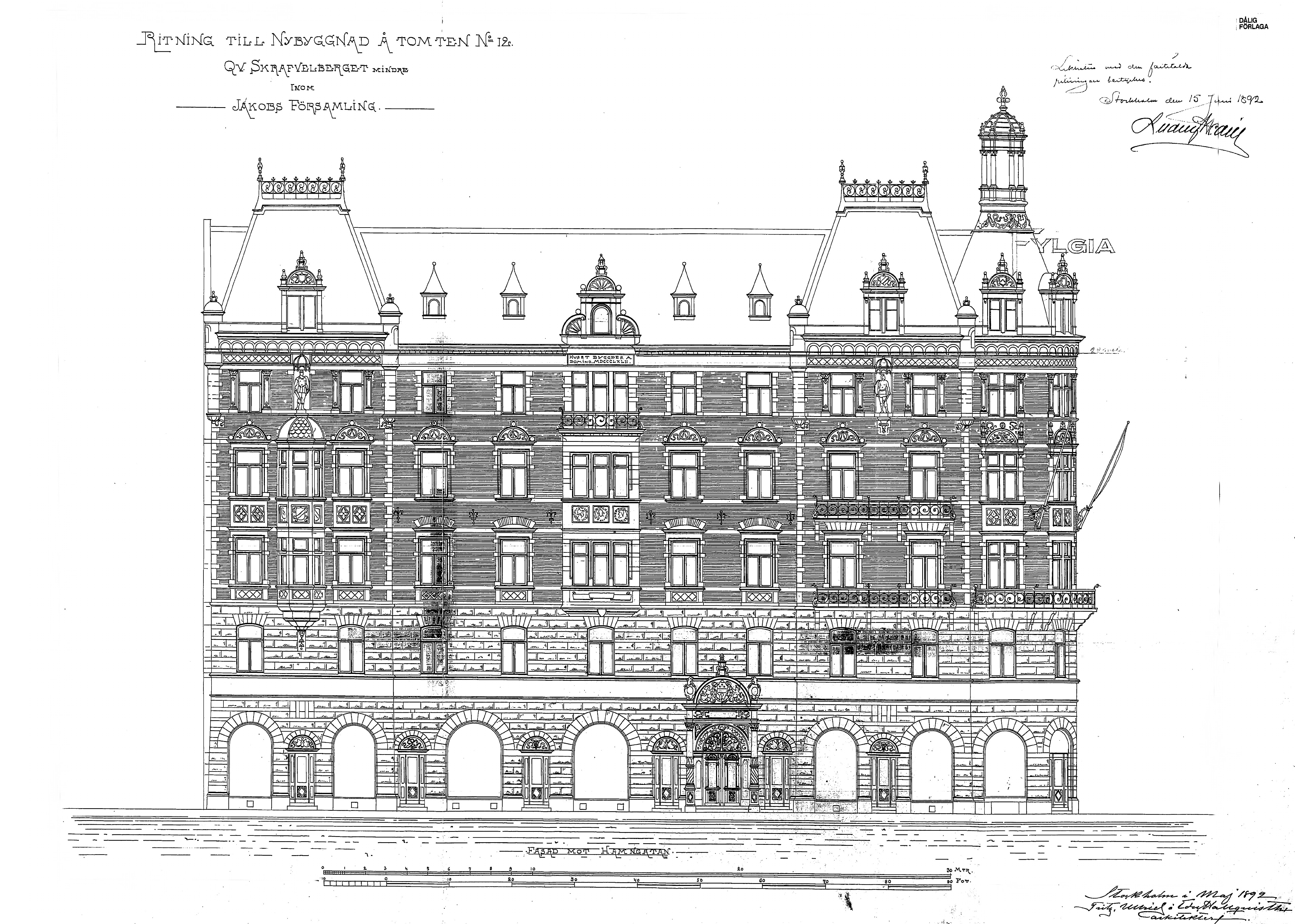
Ullrich & Hallquisths fasadritning, 1892.

Tomten förvärvades omkring 1890 av byggmästaren Nils Nilsson från Stockholms stad. Han kom även att bygga huset och anlitade arkitektkontoret Ullrich & Hallquisth att gestalta det. Kontoret ritade en byggnad i ett påkostat och av renässansen inspirerat formspråk. Huset fick fem våningar och en hög takvåning samt ett markant rundat och lanterninkrönt hörn mot Nybroplan. 
Fasaden är rikt artikulerad genom tureller, burspråk, frontespiser, balkonger och i nischer placerade statyer som föreställer romerska soldater. Taket är brant och skiffertäckt, lanterninen högst upp lyser i grönärgat kopparplåt. Fasaderna fick en kraftig kontrastverkan genom en blandning av slätt rött tegel från Tyskland i de övre våningarna och rusticerad gråvit marmor från Mölnbos marmorbruk i de båda nedre våningarna. Gotländskt kalksten användes i fönsteromfattningar, taklister, hörnmarkeringar, burspråk och gavlar. Utsmyckningar med sgraffitomålning märks under taklisten, i fönsteröverstycken på plan 4 och med årtalet "1893" på ett av burspråken. Fasaden renoverades 1955 med bibehållen arkitektur.
Huvudingången anordnades från Hamngatan och blev mycket påkostad. Den överdådig ornerade portalomfattningen flankeras av två marmorkolonner, krönta av var sin sittande hund. Över porten märks en kartusch med texten "FYLGIA" (husets ägare). Från en svartmålad, rikt dekorerad port leder en kolonnprydd marmortrappa upp till en cirkelrund vestibul och därifrån vidare till huvudtrappan som redan från början hade en hiss i sitt centrum. 
Bottenvåningen inreddes för butiker och är delvis entrésolerad. Högre upp i våningsplanen låg ursprungligen bostäder som kontoriserades 1925. Bland tidiga hyresgäster (1893–1900) märks en A. Bonnier ”boktryckare”, troligen identiskt med Albert Bonnier. Lägenheten innehades efter honom av en J.E. Bonnier ”fröken”, troligen identiskt med hans dotter Jenny Bonnier. 1919 ombyggdes vinden till kontorslokaler.
Från mitten av 1920-talet till början av 2000-talet hade Restaurang Bäckahästen sin verksamhet i olika former i bottenvåningen mot Hamngatan. Omkring 2002 döptes restaurangen om till Berzelii Bar. Idag (2020) finns här nattklubben och nattbistron FOU.
Huset stod färdigt 1893 och uppmärksammades i pressen. Bland annat hade Ny Illustrerad Tidning en helsidesillustration på första sidan i sin utgåva från november 1893: Det Stockholm som kommit och som kommer, kunde man läsa. Samtidigt uppmärksammades grannhuset vid Hamngatan 4, på tomten Skravelberget mindre 11 där ”riksgrefve von Hallwyls blifvande palats” skulle byggas.
Redan 1895 sålde Nilsson fastigheten till Svenska Lifförsäkringsbolaget. 1917 övertogs huset av försäkringsbolaget Fylgia som båda sedermera uppgick i Trygg-Hansa. Vid Stadsmuseets inventering 1975 ägdes fastigheten fortfarande av Trygg som även skyltade med sitt namn på tornet. Sedan 1999 ingår Skravelberget mindre 12 och grannhuset Skravelberget mindre 13 i Vasakronans fastighetsbestånd. Pendangbyggnaden i Kvarteret Matrosen ägs också av Vasakronan.

### Nutida bilder

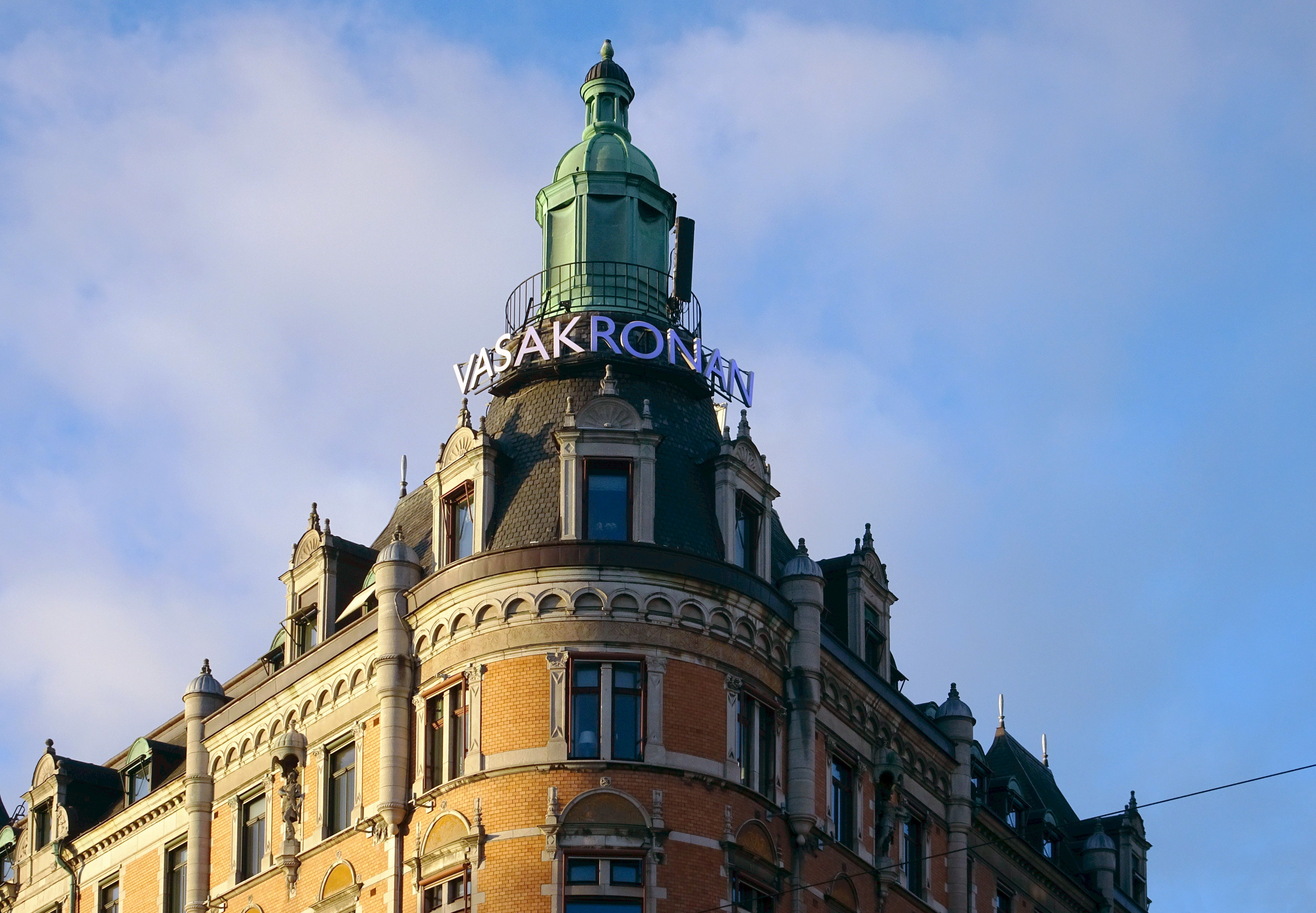
Tornet.
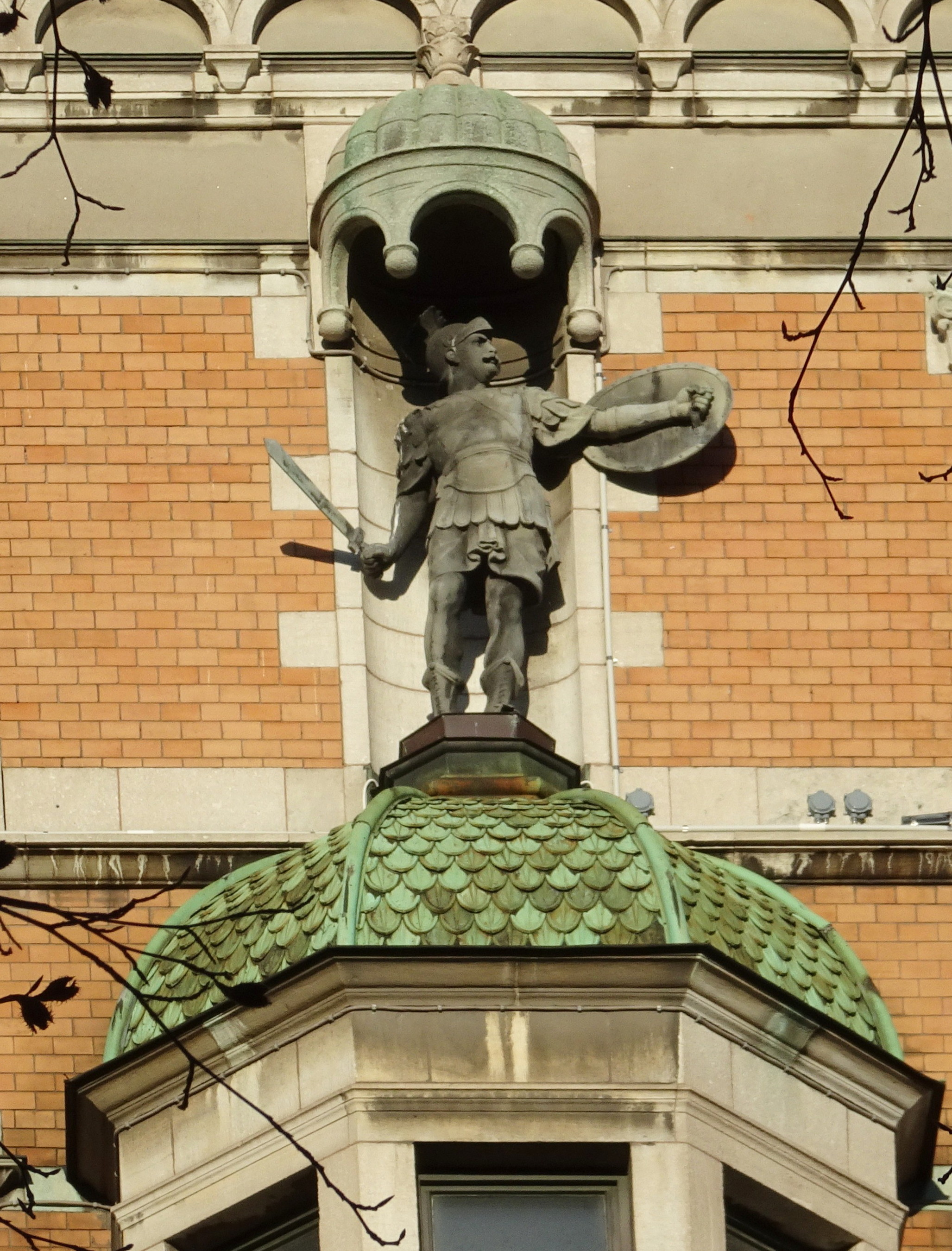
Soldat.
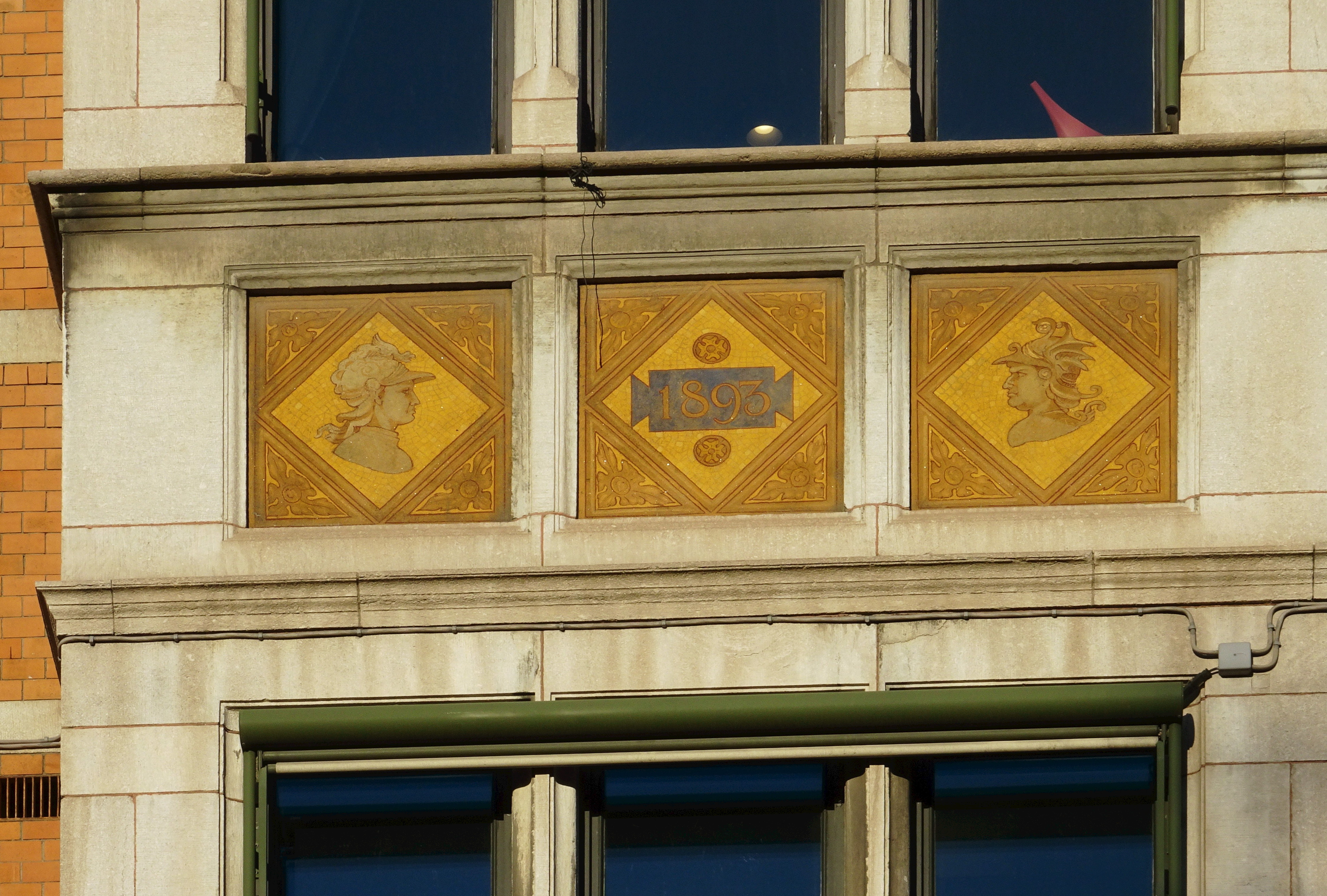
"1893", sgraffitomålning.
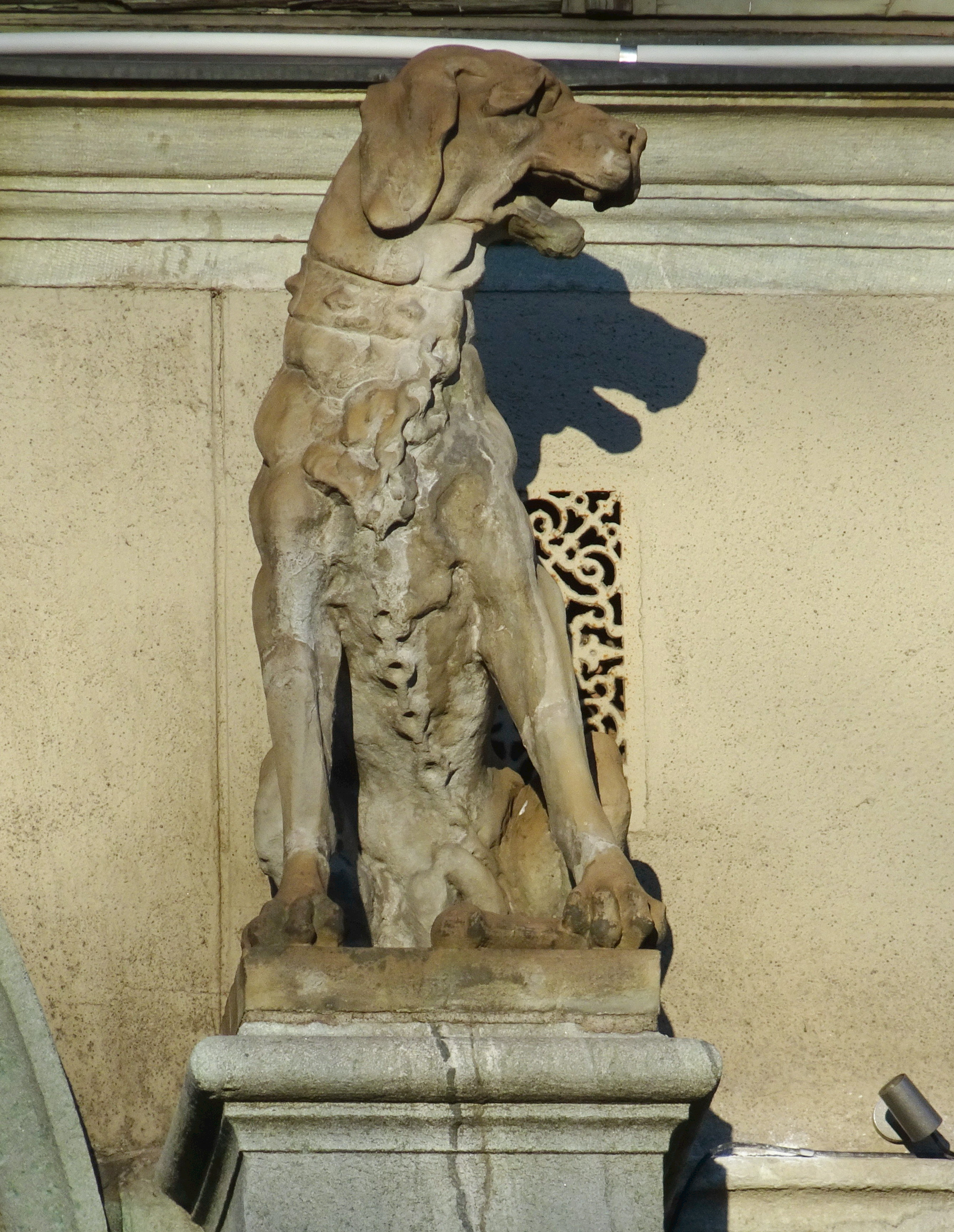
Portalhund.
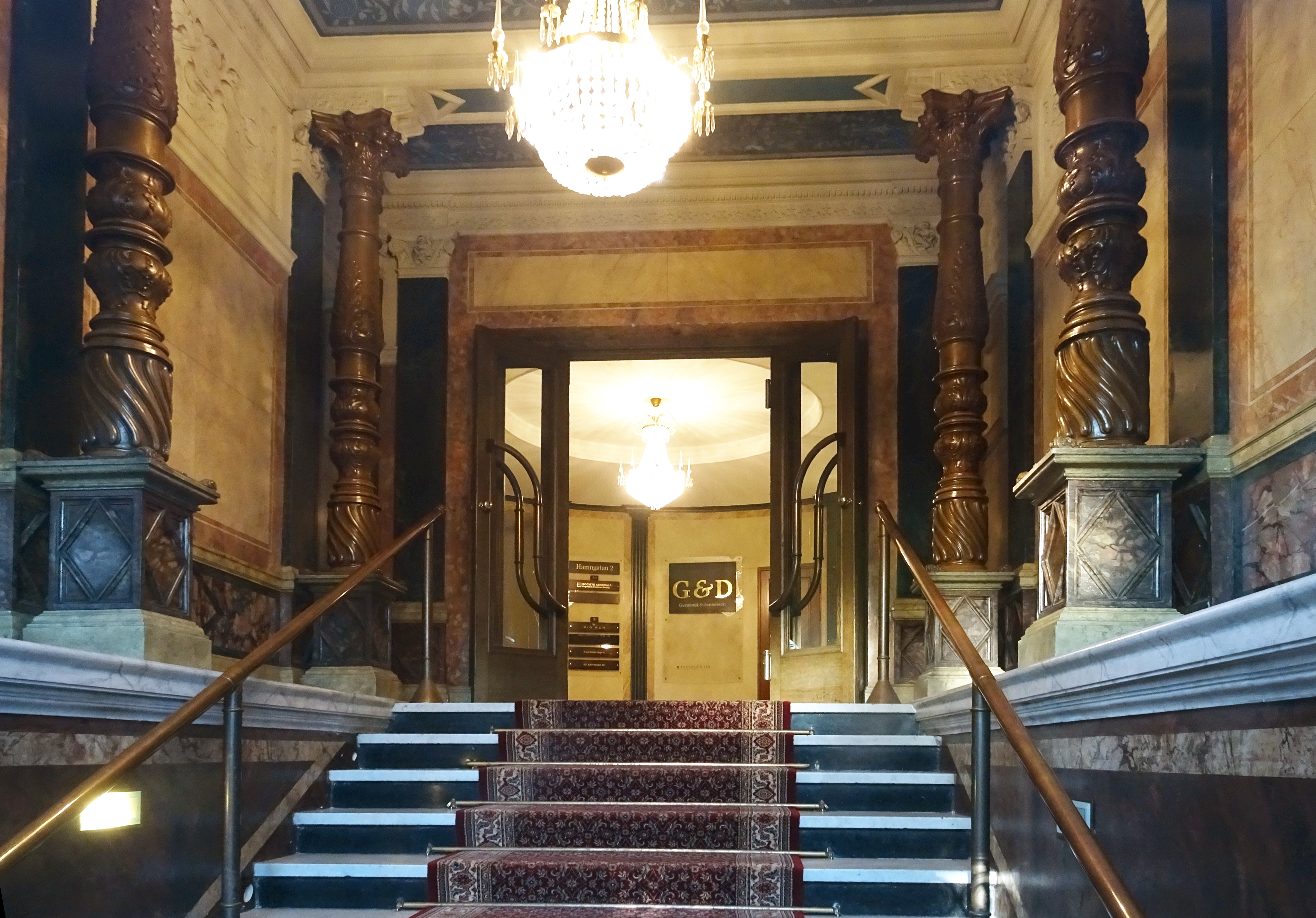
Entrétrappa.